# Венцеслав Велков
Венцислав Крумов Велков е български офицер, вицеадмирал.

## Биография
Роден е на 9 април 1939 г. в гр. Лом. Завършва Военноморското училище във Варна през 1962 г. Командир на торпеден катер. Командир на звено торпедни катери в 9-и Отделен дивизион торпедни катери. Командир на 9-и Отделен дивизион торпедни катери; на 14.08.1974 г два катера временно са отстранени от строя и капитан ІІ ранг (тогава) Велков, от командирската позиция и изпратен за преподавател във ВНВМУ „Н. Й. Вапцаров“.
Бил е началник-щаб от 1979 г, и командир на десета бригада ракетни и торпедни катери, до 1987 г. От 1988 до 1990 г. е началник-щаб на Военноморския флот. В периода 30 декември 1991 – 15 февруари 1995 е командващ на Военноморския флот на България. Умира на 15 февруари 1995 г.